# Ada Fijał
Ada Fijał (ur. 20 października 1976 w Krakowie) – polska aktorka i osobowość medialna. Choć dwukrotnie uczestniczyła w Krajowym Festiwalu Piosenki Polskiej w Opolu, wzięła udział w preselekcjach do Konkursu Piosenki Eurowizji i wydała solowy album, to nie określa się jako piosenkarka.

## Życiorys
Ukończyła I LO im. B. Nowodworskiego w Krakowie. Jest absolwentką krakowskiej PWST (2002) i stomatologii Collegium Medicum UJ w Krakowie (2000).

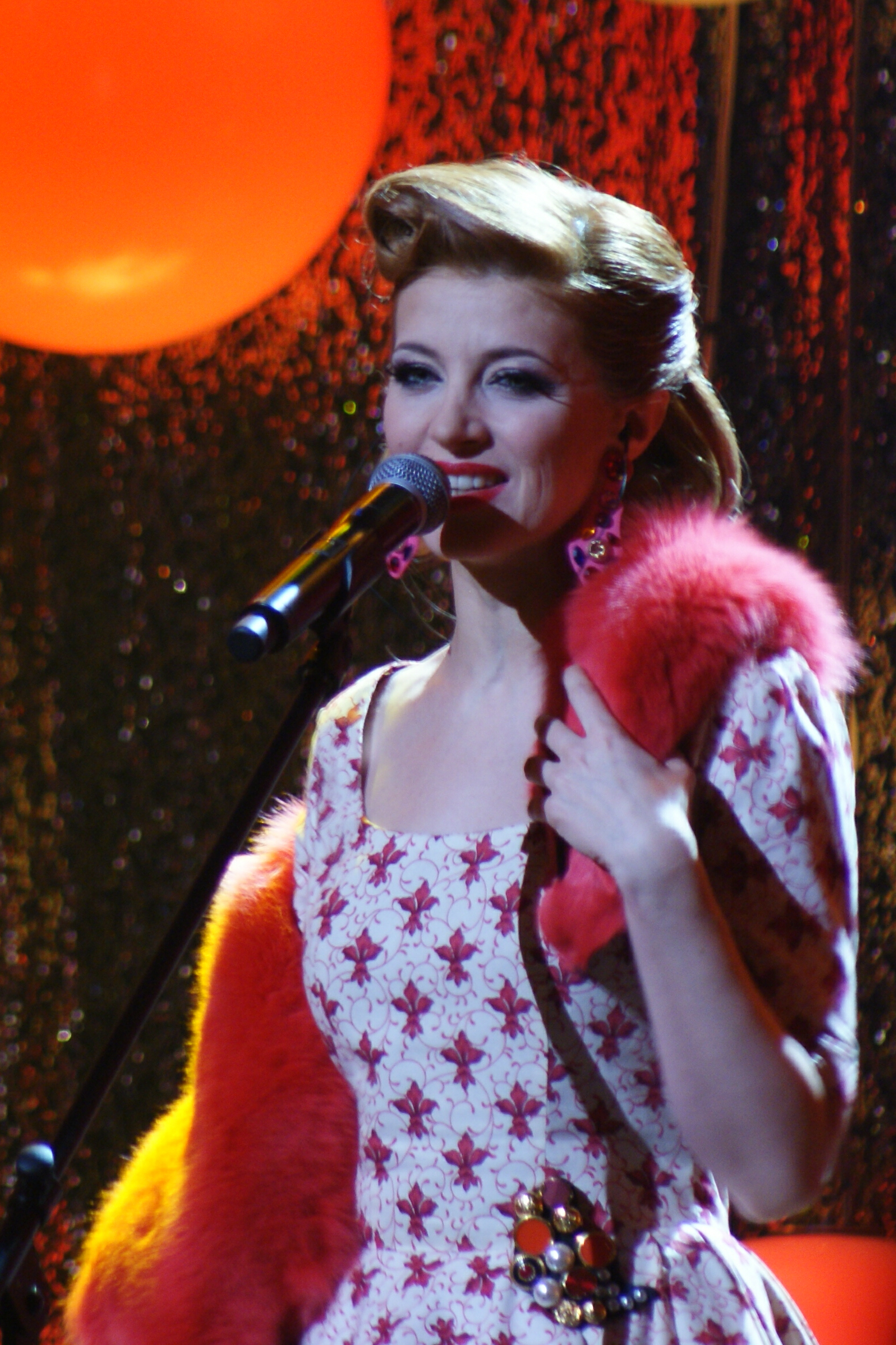
Fijał w finale krajowych eliminacji eurowizyjnych, 2011

W teatrze debiutowała w 2002. 9 października 2004 wystąpiła premierowo w teatrze Fundacja Starego Teatru, odgrywając rolę Klary w spektaklu Najwięcej samobójstw zdarza się w niedzielę. Współpracowała z Fundacją Starego Teatru w Krakowie (2004–2005) i z Teatrem im. Juliusza Słowackiego w Krakowie (2006–2007).
W latach 2007–2010 była prezenterką pogody w TVP Kraków.
W 2007 została nagrodzona Złotym Liściem Retro na Ogólnopolskim Festiwalu Piosenki Retro im. Mieczysława Fogga w Warszawie za projekt „Klub Retro”. Dwukrotnie wystąpiła na Krajowym Festiwalu Piosenki Polskiej w Opolu. W 2010 z piosenką „Prysły zmysły”, wykonaną w duecie z Krystianem Krzeszowiakiem, wystąpiła podczas koncertu utworów z repertuaru Kabaretu Starszych Panów Piosenka jest dobra na wszystko w ramach 47. KFPP. W 2013 na 50. KFPP wykonała, wspólnie z aktorami Anną Dereszowską i Maciejem Zakościelnym, wiązankę piosenek grupy 2 plus 1. 14 lutego 2011 z piosenką „Hot Like Fire” wzięła udział w polskich preselekcjach do Konkursu Piosenki Eurowizji. W finale selekcji zajęła szóste miejsce. 13 czerwca 2011 wydała swój debiutancki album studyjny pt. Ninoczka, który promowała singlem „Rebeka tańczy tango”.
W latach 2012–2013 razem z Joanną Horodyńską prowadziła program Polsat Café Gwiazdy na dywaniku. Z programu odeszła po zakończeniu wiosennego sezonu 2013. W 2014 odebrała nagrodę „Gwiazda stylu” w plebiscycie Plejada Top Ten. Od 6 marca do 24 kwietnia 2015 brała udział w trzeciej edycji programu Dancing with the Stars. Taniec z gwiazdami, jej partnerem tanecznym był Krzysztof Hulboj. W 2016 była nominowana do zdobycia statuetki Plejady w kategorii „Gwiazda sieci” podczas Wielkiej Gali Gwiazd Plejady. Od jesieni 2018 prowadziła program Stylowa Odnowa w TVN Style, a od początku programu w 2014 zasiada w jury programu Shopping Queens dla Polsat Café. W 2022 uczestniczyła w programie TVN 7 Perfect Picture.
Wielokrotnie pozowała na okładkach magazynów, takich jak „Fashion Magazine”, „InStyle” i „Playboy”. Jest również ambasadorką kampanii „Projekt Test” i ambasadorką organizacji „Kwiat Kobiecości”.

### Życie prywatne
Ma męża Piotra Walczyszyna i syna Antoniego (ur. 2014).

## Teatr
- 2002: Rock kobiet
- 2002: Próby z Piaf
- 2003: Improwizacje
- 2006: Francuskie Noce
- 2004: Najwięcej samobójstw zdarza się w niedzielę
- 2006: No bar
- 2012: Życie w zasięgu ręki
- 2017: Tajna misja

## Filmografia
- 2002–2010: Samo życie – jako Magdalena Kruszyńska, była żona Ireneusza Augusta Skalskiego
- 2008–2012: Klan – jako Karolina Czerwiecka
- 2003–2010: Na Wspólnej
- 2005: M jak miłość – jako scenograf (odc. 348)
- 2008–2009: Teraz albo nigdy! – jako sekretarka
- 2008–2020: Barwy szczęścia – jako Iga Walawska
- 2008: Czas honoru – jako konfidentka Helena Modrzewska (odc. 6)
- 2009: 39 i pół – jako recepcjonistka (odc. 29)
- 2009: Idealny facet dla mojej dziewczyny – jako feministka z toalety
- 2009–2010: Majka – jako Suchocka
- 2009: Na dobre i na złe – jako Kinga Stolarek (odc. 387)
- 2010: Apetyt na życie – jako Alicja Lesicka
- 2010: Chichot losu – jako prezenterka Anna (odc. 11 i 13)
- 2011: Wiadomości z drugiej ręki – jako Ewa Klimek
- 2012: Hotel 52 – jako kierowniczka restauracji Beata Krajewska, była żona Andrzeja Wysockiego
- 2012: Piąty Stadion – jako Katarzyna Szmidt (odc. 11)
- 2013: Ojciec Mateusz  – jako Dorota Stróżyńska (odc. 109)
- 2013: Komisarz Alex – jako Roma (odc. 34)
- 2013–2014: To nie koniec świata – jako Kamila
- 2014: Sama słodycz – jako Ewa, klientka Osy (odc. 4 i 11)
- 2016: Wmiksowani.pl – jako Alicja Gąsiorowska
- 2016: Dwoje we troje – jako żona klienta banku (odc. 30)
- 2017: Planeta singli – jako charakteryzatorka
- 2017: Ojciec Mateusz – jako Krystyna Bychawska (odc. 225)
- 2017: Narzeczony na niby – jako sprzedawczyni w salonie sukien ślubnych
- 2019: Ślad – jako doktor Nikola Jastrzębska, lekarz, specjalista medycyny sądowej
- 2020: Wyzwanie – jako kierowniczka bidula
- 2020: Mały zgon – jako Dorota, żona Płoszaja

## Dubbing
- 2012: Zambezia – jako Plotkara
- 2017: Pani Doktor (2 sezony) - jako Anna Tomaszewicz-Dobrska
- 2021: Pszczółka Maja: Mały Wielki Skarb - jako Ramba
- 2021:  Pszczółka Maja: Mały Wielki Skarb - wykonawca piosenki "Bal u Mai" w filmie

## Dyskografia
Albumy studyjne
- 2011: Ninoczka

Single
- 2002: „Akordeonista”
- 2008: „Klub Retro”
- 2009: „Take Your Time”
- 2010: „Hot Like Fire”
- 2011: „Rebeka tańczy tango”